# 亚历山大·克里斯托夫
亚历山大·克里斯托夫（挪威語：Alexander Kristoff，1987年7月5日—），挪威男子自行车运动员，2012年夏季奥运会男子公路赛铜牌得主、2017年欧洲公路自行车锦标赛男子公路赛金牌得主、2017年世界公路自行车锦标赛男子公路赛银牌得主。